# Ломачинецька сільська рада
Ломачине́цька сільська́ ра́да — адміністративно-територіальна одиниця та орган місцевого самоврядування в Сокирянському районі Чернівецької області. Адміністративний центр — село Ломачинці.

## Загальні відомості
- Населення ради: 2 217 осіб (станом на 2001 рік)

## Населені пункти
Сільській раді підпорядковані населені пункти:
- с. Ломачинці

## Склад ради
Рада складалася з 16 депутатів та голови.
- Голова ради: Тодорович Василь Васильович
- Секретар ради: Кефа Лілія Іллівна

### Керівний склад попередніх скликань
| Прізвище, ім'я, по батькові | Основні відомості                                                 | Дата обрання | Дата звільнення |
| --------------------------- | ----------------------------------------------------------------- | ------------ | --------------- |
| Тодорович Василь Васильович | Сільський голова, 1963 року народження, освіта вища, безпартійний | 26.03.2006   | 31.10.2010      |
| Тодорович Василь Васильович | Сільський голова, 1963 року народження, освіта вища, безпартійний | 31.10.2010   |                 |

Примітка: таблиця складена за даними сайту Верховної Ради України

### Депутати
За результатами місцевих виборів 2010 року депутатами ради стали:

#### За суб'єктами висування
| Суб'єкт висування                                       | Кількість обраних депутатів | %    |
| ------------------------------------------------------- | --------------------------- | ---- |
| Самовисування                                           | 8                           | 50   |
| Політична партія Всеукраїнське об'єднання «Батьківщина» | 7                           | 43,8 |
| Комуністична партія України                             | 1                           | 6,3  |

#### За округами
| № округу                                                | Прізвище, ім'я, по батькові  | Дата визнання обраним | Освіта             | Партійна приналежність                        | Відомості про обраного депутата                         |
| ------------------------------------------------------- | ---------------------------- | --------------------- | ------------------ | --------------------------------------------- | ------------------------------------------------------- |
| Комуністична партія України                             |                              |                       |                    |                                               |                                                         |
| 13                                                      | Крива Альона Василівна       | 05.11.2010            | вища               | позапартійна                                  | ДНЗ «Барвінок», завідувачка                             |
| Політична партія Всеукраїнське об'єднання «Батьківщина» |                              |                       |                    |                                               |                                                         |
| 1                                                       | Маленька Галина Василівна    | 05.11.2010            | вища               | член Всеукраїнського об'єднання «Батьківщина» | приватний підприємець                                   |
| 3                                                       | Твердохліб Іван Миколайович  | 05.11.2010            | вища               | член Всеукраїнського об'єднання «Батьківщина» | приватний підприємець                                   |
| 4                                                       | Михальчук Євгенія Михайлівна | 05.11.2010            | вища               | позапартійна                                  | Ломачинецька сільська рада, інспектор соц.захисту       |
| 7                                                       | Кефа Лілія Іллівна           | 05.11.2010            | вища               | член Всеукраїнського об'єднання «Батьківщина» | Ломачинецька сільська рада, секретар                    |
| 11                                                      | Скутельник Лідія Юріївна     | 05.11.2010            | вища               | позапартійна                                  | Ломачинецька сільська рада, землевпорядник              |
| 14                                                      | Шундрій Любов Василівна      | 05.11.2010            | середня            | член Всеукраїнського об'єднання «Батьківщина» | Сокирянський територіальний центр, соціальний працівник |
| 16                                                      | Горчак Наталія Семенівна     | 05.11.2010            | вища               | член Всеукраїнського об'єднання «Батьківщина» | бібліотека, тех.працівник                               |
| Самовисування                                           |                              |                       |                    |                                               |                                                         |
| 2                                                       | Нажига Ігор Михайлович       | 05.11.2010            | вища               | позапартійний                                 | Підприємство «Грінлайн», робітник                       |
| 5                                                       | Лега Ольга Валентинівна      | 05.11.2010            | вища               | позапартійна                                  | Амбулаторія, медсестра                                  |
| 6                                                       | Батринак Світлана Іванівна   | 05.11.2010            | вища               | позапартійна                                  | Аптека № 78, завідувачка                                |
| 8                                                       | Петрик Софія Василівна       | 05.11.2010            | середня спеціальна | позапартійна                                  | ДНЗ «Барвінок», вихователь                              |
| 9                                                       | Мандрик Віра Іванівна        | 05.11.2010            | вища               | позапартійна                                  | пенсіонер                                               |
| 10                                                      | Нажига Ганна Федорівна       | 05.11.2010            | вища               | член Політичної партії «Наша Україна»         | приватний підприємець                                   |
| 12                                                      | Пирин Ігор Іванович          | 05.11.2010            | вища               | позапартійний                                 | Сокирянський РВУМВС, працівник РВУМВС                   |
| 15                                                      | Ткач Микола Миколайович      | 05.11.2010            | вища               | позапартійний                                 | приватний підприємець                                   |